# Quark down
Il quark down o quark giù (solitamente abbreviato in quark d) è un quark di prima generazione con una carica elettrica negativa di -1⁄3 e.
Con una massa probabilmente compresa tra i 3,5 e i 6 MeV/c2, è il quark più leggero dopo il quark up.. In accordo al modello standard della fisica delle particelle, questi due quark stabili sono i costituenti fondamentali dei nucleoni: il protone contiene un quark down e due quark up, mentre il neutrone contiene due quark down e un quark up. 
È da notare che la maggior parte della massa nei nucleoni proviene dall'energia del campo gluonico che tiene insieme i quark, e non dalle masse dei quark stessi.

## Storia
Nel 1963 Murray Gell-Mann e George Zweig ipotizzarono l'esistenza dei quark, in particolare dei primi tre (quark up, down e strange), e la prima prova della loro esistenza fu ottenuta con un esperimento di scattering anelastico profondo effettuato allo SLAC nel 1967.

## Adroni che contengono quark down
Sono inclusi tra gli adroni che contengono quark down:
- I pioni carichi ({\displaystyle \pi ^{\pm }}): mesoni che contengono un quark up e un quark antidown, o viceversa.
- Il pione neutro ({\displaystyle \pi ^{0}}): una combinazione lineare di up-antiup e down-antidown, come i mesoni {\displaystyle \rho } e {\displaystyle \omega }.
- I mesoni {\displaystyle \eta } ed {\displaystyle \eta '}: combinazioni lineari di alcune coppie quark-antiquark inclusa la coppia down-antidown.
- Un gran numero di barioni identificati contengono uno o più quark down. Come i nucleoni, i barioni {\displaystyle \Delta } sono composti solo da quark up e quark down: il {\displaystyle \Delta ^{+}} contiene un quark down, il {\displaystyle \Delta ^{0}} ne contiene due, e il {\displaystyle \Delta ^{-}} ne contiene tre.